# (152217) 2005 RR22
(152217) 2005 RR22 — астероїд головного поясу, відкритий 10 вересня 2005 року в Андрушівській астрономічній обсерваторії. 
У 2007 році астероїду було присвоєно назву Акосіпов (Akosipov) на честь Осіпова Олександра Кузьмовича — наукового співробітника Астрономічної обсерваторії КНУ. Проте існує інший астероїд названий на його честь — 14335 Алексосіпов. 16 грудня 2024 року назву було анульовано.